# 진보 (가수)
진보(JINBO, 본명: 한주현, 1982년 7월 7일 ~ )는 대한민국의 싱어송라이터 겸 프로듀서이다. 현재 SuperFreak Records를 운영하고 있으며, 네오 소울, 힙합 등의 흑인 음악을 기반으로 하는 독립 뮤지션이다.

## 생애
영동중학교에 재학할 당시 프라이머리와 함께 밴드 동아리 도시락에서 활동하였고, 상문고등학교에 재학할 당시에는 흑인 음악 동아리인 흑락회를 결성하여 활동하였다. 2005년 군에 입대하기 직전 가라사대 레이블에서 데뷔 앨범인 Call My Name를 작업하였고, 입대 후 앨범이 발표되었다.
2006년에 제대한 이후, 울림 엔터테인먼트와 계약하였으나, 음악적인 견해가 맞지 않아 계약을 해지하고, 이미 받은 위약금을 갚기 위해 직장에 취업을 하였다. 직장을 다니면서 진로에 대하여 고민하다 음악을 전업하기로 결심하고 퇴직한 후, 독립 레이블인 슈퍼프릭 레코드를 설립하고, 2010년에 정규 앨범인 Afterwork를 발표하였다. 이 앨범으로 진보는 제8회 한국대중음악상 최우수 알앤비&소울 음반 부분을 수상하였다.
2012년 소녀시대의 "Gee" 등 케이팝 곡의 리메이크를 수록한 믹스테이프인 KRNB를 발표하였고, 같은 해에 두 번째 정규 앨범인 FANTASY를 발표하였다. 앨범의 뮤직 비디오는 영상 프로덕션 팀인 디지페디(DIGIPEDI)가 제작하였으며, 이 앨범으로 제11회 한국대중음악상 최우수 알앤비&소울 노래 부문을 수상하였다.
2017년에는 KRNB의 후속 작업으로서 케이팝 곡을 자신의 방식으로 리메이크하는 프로젝트인 KRNB2를 공개하였다. 혼자 작업했던 전작과는 달리 이번 작업에는 크러쉬, 후디, 지소울, 나잠수, 수민이 참여하였다.

## 학력
- International School of Manila
- 서일초등학교 (구 우면국민학교)
- 영동중학교
- 상문고등학교
- 한양대학교 경제금융대학
- MI (Musicians Institute) 이수

## 수상
- 제8회 한국대중음악상 - 최우수 알앤비&소울 (음반부문)
- 제11회 한국대중음악상 - 최우수 알앤비&소울 (노래부문)

## 음반

### 솔로 앨범

#### 정규
- 2010년 Afterwork
- 2013년 FANTASY
- 2019년 DON'T THINK TOO MUCH

#### EP
- 2005년 Call My Name

#### 싱글
- 2013년 Cops Come Knock
- 2013년 Fantasy
- 2016년 봄이 오는 소리
- 2017년 Feelings That I'm Missing
- 2017년 KRNB2 Part.1

#### 믹스테이프
- 2012년 KRNB

### 프로젝트 앨범

#### EP
- 2010년 The Combination  - Mind Combined (with. PEEJAY)
- 2010년 Wear Ma ILL Jeanz - ILL JeAnZ (with. EVO, GEM, Jiho, Shin)

#### 싱글
- 2009년 Tell me Why (Vinyl Only) - (with. Hunger from GAGLE, Sean2slow)
- 2011년 Take It Slow - ILL JeAnZ (with. EVO, GEM)
- 2015년 여름캠프 마지막 밤 - 대니 애런즈, 선우정아, 진보

## 광고 경력
- SK 텔레텍 SKY, 생각대로 T, 잉크테크, 삼성전자 yepp, 서울우유, Hite, Coca-Cola, 롯데리아, 삼성 anycall 컬러재킷, 팬택 & 큐리텔, KTF, 해태제과, 리복, LG전자 X-canvas, 좋은책신사고 우공비 外 다수